# Amphioplus basilicus
Amphioplus basilicus är en ormstjärneart som först beskrevs av Jean Baptiste François René Koehler 1907.  Amphioplus basilicus ingår i släktet Amphioplus och familjen trådormstjärnor. Inga underarter finns listade i Catalogue of Life.